# Список акронімів державних органів України
Список акронімів органів державної влади України:

## Вищі органи влади
- АПУ — Адміністрація Президента України
- ВРУ — Верховна Рада України
- КМУ — Кабінет Міністрів України
- НБУ — Національний банк України
- ПУ — Президент України
- РНБОУ — Рада національної безпеки і оборони України
- ТСК — Тимчасова слідча комісія Верховної Ради України
- ТСК — Тимчасова спеціальна комісія Верховної Ради України
- ЦВК — Центральна виборча комісія України

## Міністерства
- МВС — Міністерство внутрішніх справ України
- МЕРТ — Міністерство економічного розвитку і торгівлі України
- МЗС — Міністерство закордонних справ України
- МІП — Міністерство інформаційної політики України
- МОЗ — Міністерство охорони здоров'я України
- МОН — Міністерство освіти і науки України
- МОУ — Міністерство оборони України

## Суди та судові органи влади
- ВАСУ — Вищий адміністративний суд України
- ВГСУ — Вищий господарський суд України
- ВККС — Вища кваліфікаційна комісія суддів України
- ВСУ — Верховний Суд України
- ДСА — Державна судова адміністрація України
- КСУ — Конституційний Суд України

## Центральні органи виконавчої влади
- АМКУ — Антимонопольний комітет України
- ДАБІ — Державна архітектурно-будівельна інспекція України
- ДАСУ — Державна авіаційна служба України
- ДКАУ — Державне космічне агентство України
- ДКСУ — Державна казначейська служба України
- ДКЦПФР — Національна комісія з цінних паперів та фондового ринку
- ДМС — Державна міграційна служба України
- ДРС — Державна регуляторна служба України
- ДСБТ — Державна служба України з безпеки на транспорті
- ДСНС — Державна служба України з надзвичайних ситуацій
- ДССЗЗІ — Державна служба спеціального зв'язку та захисту інформації України
- ДФС — Державна фіскальна служба України
- НААУ — Національне агентство з акредитації України
- НАЗЯВО — Національне агентство із забезпечення якості вищої освіти
- НКРЕКП — Національна комісія, що здійснює державне регулювання у сферах енергетики та комунальних послуг
- НКРЗІ — Національна комісія, що здійснює державне регулювання у сфері зв'язку та інформатизації
- НКРЗУ — Національна комісія з радіаційного захисту населення України
- НСЗУ — Національна служба здоров'я України
- ПФ — Пенсійний фонд України
- УІНП — Український інститут національної пам'яті
- ФДМУ — Фонд державного майна України

## Місцеві органи влади
- ВОДА — Вінницька обласна державна адміністрація
- ВОДА — Волинська обласна державна адміністрація
- ВР АРК — Верховна Рада Автономної Республіки Крим
- ВЦА — Військово-цивільна адміністрація
- ДОВЦА — Донецька обласна військово-цивільна адміністрація
- ДОДА — Дніпропетровська обласна державна адміністрація
- ЖОДА — Житомирська обласна державна адміністрація
- ЗОДА — Закарпатська обласна державна адміністрація
- ЗОДА — Запорізька обласна державна адміністрація
- ІФОДА — Івано-Франківська обласна державна адміністрація
- КМДА — Київська міська державна адміністрація
- КОДА — Київська обласна державна адміністрація
- КОДА — Кіровоградська обласна державна адміністрація
- ЛОВЦА — Луганська обласна військово-цивільна адміністрація
- ЛОДА — Львівська обласна державна адміністрація
- МОДА — Миколаївська обласна державна адміністрація
- ОДА — Обласна державна адміністрація
- ООДА — Одеська обласна державна адміністрація
- ОТГ — Об'єднана територіальна громада
- ПОДА — Полтавська обласна державна адміністрація
- РМ АРК — Рада міністрів Автономної Республіки Крим
- РОДА — Рівненська обласна державна адміністрація
- СМДА — Севастопольська міська державна адміністрація
- СОДА — Сумська обласна державна адміністрація
- ТОДА — Тернопільська обласна державна адміністрація
- ХОДА — Харківська обласна державна адміністрація
- ХОДА — Херсонська обласна державна адміністрація
- ХОДА — Хмельницька обласна державна адміністрація
- ЧОДА — Черкаська обласна державна адміністрація
- ЧОДА — Чернівецька обласна державна адміністрація
- ЧОДА — Чернігівська обласна державна адміністрація

## Правоохоронні органи
- АРМА — Агентство з розшуку та менеджменту активів
- АТЦ СБУ — Антитерористичний центр СБУ
- ГДА СБУ — Галузевий державний архів Служби безпеки України
- ГПУ — Генеральна прокуратура України
- ГУНП — Головне управління Національної поліції
- ДБР — Державне бюро розслідувань
- ДЗНД СБУ — Департамент захисту національної державності СБУ
- ДПСУ — Державна прикордонна служба України
- ДСО — Державна служба охорони
- КОРД (Корпус Оперативно-Раптової Дії) — спеціальний підрозділ Національної поліції України
- НАБУ — Національне антикорупційне бюро України
- НАЗК — Національне агентство з питань запобігання корупції
- НБРЦА — Національне бюро з розслідування цивільної авіації
- НПУ — Національна поліція України
- ПСПОП — Патрульна служба поліції особливого призначення України
- САП — Спеціалізована антикорупційна прокуратура
- СБУ — Служба безпеки України
- СФР — Служба фінансових розслідувань
- УВКР СБУ — Управління військової контррозвідки СБУ
- УДО — Управління державної охорони України
- УПО ФБ — Управління поліції охорони з фізичної безпеки
- ЦСО СБУ — Центр спеціальних операцій СБУ

## Збройні сили
- БТрО — Батальйони територіальної оборони
- ВМС ЗСУ — Військово-Морські Сили Збройних сил України
- ГУ РСМЗ ЗСУ — Головне управління розвитку та супроводження матеріального забезпечення ЗСУ
- ГУР МОУ — Головне управління розвідки Міністерства оборони України
- ГШ ЗСУ — Генеральний штаб Збройних сил України
- ДШВ ЗСУ — Десантно-штурмові війська Збройних сил України
- ЗСУ — Збройні сили України
- ІАЦ РНБО — Інформаційно-аналітичний центр РНБО України
- НГУ — Національна гвардія України
- ОПП — Окремий президентський полк
- ПС ЗСУ — Повітряні сили Збройних сил України
- РВК — Районний військовий комісаріат
- СВ ЗСУ — Сухопутні війська Збройних сил України
- СЗР — Служба зовнішньої розвідки України
- ССО ЗСУ — Сили спеціальних операцій Збройних сил України
- СЦКК — Спільний центр з контролю та координації

## Інші органи влади
- ДССТ — Державна спеціальна служба транспорту
- НЦУВКЗ — Національний центр управління та випробувань космічних засобів
- ОВК — Окружна виборча комісія
- РАЦС — Органи реєстрації актів цивільного стану
- УЦОЯО — Український центр оцінювання якості освіти
- ЦНАП — Центр надання адміністративних послуг

## Заплановані органи влади
- ВАКСУ — Вищий антикорупційний суд України
- ТЦКСП — Територіальний центр комплектування та соціальної підтримки

## Ліквідовані органи влади
- ВВ МВС — Внутрішні війська МВС України
- ВССУ — Вищий спеціалізований суд України з розгляду цивільних і кримінальних справ
- ГУ МВС — Головне управління внутрішніх справ
- ДАІ — Державна автомобільна інспекція
- ДВС — Державна виконавча служба України
- ДГСУ — Державна геологічна служба України
- ДДІВ — Державний департамент інтелектуальної власності
- ДПС — Дорожньо-патрульна служба
- ДПС — Державна пенітенціарна служба України
- ДПС — Державна податкова служба України
- ДСІВ — Державна служба інтелектуальної власності України
- ДСКН — Державна служба України з контролю за наркотиками
- МНС — Міністерство надзвичайних ситуацій
- НКРЕ — Національна комісія, що здійснює державне регулювання у сфері енергетики
- НКРЗ — Національна комісія з питань регулювання зв'язку України
- ПМОП — Підрозділ міліції особливого призначення «Беркут»
- ППС — Патрульно-постова служба
- УБОЗ — Управління по боротьбі з організованою злочинністю